# 3-й Алтуфьевский путепровод
Тре́тий Алту́фьевский путепрово́д — путепровод, который является составной частью Алтуфьевского шоссе Северо-Восточного административного округа Москвы. Соединяет Высоковольтный проезд, Путевой проезд, Инженерную улицу и Бибиревскую улицы в московском районе Алтуфьевский.

## Расположение
Проходит над Медведковской грузовой веткой Московской железной дороги.

## История
Был открыт в 1977 году на месте существовавшего до того охраняемого автомобильного переезда через Медведковскую грузовую ветку Московской железной дороги при реконструкции Алтуфьевского шоссе.
Сооружён на Алтуфьевском шоссе организацией «Мостопоезд № 426» (сейчас — МТФ «Мостоотряд № 114») по планам инженера С. И. Хейнмана и архитектора К. П. Савельева.
Название первоначально получил «Медведковский», — по ближайшей (тогда, поскольку Бибирево была открыта только 31 декабря 1992 года) станции метро Медведково. Территориально, на момент открытия, это был микрорайон Лианозово.

### Реконструкция
В 2008 году проходила реконструкция путепровода.

## Характеристики
- Длина: 88,6 м
- Ширина: 35 м
- Тип: однопролётный
- Назначение: автомобильно-пешеходный

## Транспорт
По путепроводу проходила линия московского троллейбуса (маршрут № 73).
Автобусная остановка названа по названию путепровода: «3-й Алтуфьевский путепровод». Пассажиров с этого павильона забирают автобусы маршрутов: № 53, № 278, № 353, № 571, № 637. В связи изменением маршрутов, связанное с открытием Бескудниковского путепровода и сменой направления на перекрестке с Алтуфьевским шоссе, Инженерной и Бибиревской улиц, с 3 декабря 2024 г. остановка перестала работать.
Ближайшая станция метро — Бибирево.
Ближайшие железнодорожные станции (Савёловского направления и МЦД-1) — Бескудниково и Дегунино (относительно северного и южного концов путепровода соответственно).
Дублёры Алтуфьевского шоссе имеют развороты под Третьим Алтуфьевским путепроводом с обеих сторон от Медведковской ветки.

## Дополнительные сведения
В праздничные дни мачты освещения на проезжей части путепровода украшаются трёхцветными (красно-сине-зелёными) гирляндами.